# Есмир Ахметовић
Есмир Ахметовић (Сребреница, 17. јануар 1991) босанскохерцеговачки је фудбалер. Висок је 189 центиметара и игра у везном реду.

## Каријера
Рођен у Сребреници, Ахметовић је своју каријеру започео у Тузли, играјући за истоимени клуб у трећем рангу такмичења у Босни и Херцеговини. Почетком 2012, прешао је у Јагодину и након пробног периода код тренера Сима Крунића, потписао трогодишњи уговор са тадашњим српским суперлигашем. Како за овај клуб званично није наступао, вратио се у Тузлу, овај пут као уступљен играч локалној Слободи. Године 2014. потписао је за Политехнику из Темишвара, где је забележио два наступа у Првој лиги Румуније. У марту 2016, приступио је Братству из Грачанице као слободан играч. Иако је претходно био повезиван са ЧСК Пиваром из Челарева, Ахметовић је средином наредне године приступио београдском Синђелићу. Једини наступ за екипу Синђелића је имао 20. септембра 2017, на утакмици шеснаестине финала Купа Србије против Јавора у Ивањици, када је на терен ушао у 65. минуту. Током јесењег дела сезоне 2017/18. у Првој лиги Србије, Ахметовић није добио прилику да заигра, а три пута се нашао на клупи за резервне играче. У марту 2019, се прикључио екипи Радничког из Лукавца, члану Друге лиге Федерације БиХ. У јуну 2019. потписује за Орашје, члана Прве лиге Федерације БиХ. У фебруару 2020, потписује за премијерлигаша Звијезду 09 из Бијељине, међутим само два месеца касније је раскинуо уговор. Крајем септембра 2020. потписује за Славен из Живиница.